# Ewa Roniewicz
Ewa Roniewicz is een Poolse paleontoloog.
Roniewicz werkte mee aan verschillende Poolse expedities onder leiding van professor Zofia Kielan-Jaworowska naar Mongolië. Ze is bekend van haar werk aan Mesozoïsche en Paleozoïsche koralen. Van de jaren '50 tot '70 was ze leider van onderzoeksexpedities in verschillende gebieden van Polen, toegespitst op Jura- en Trias-koralen. Aan de hand van de door Kielan-Jaworowska gevonden botten beschreven Ewa Roniewicz en Halszka Osmólska in een artikel uit 1969 de tot dan toe onbekende dinosaurus Deinocheirus Mirificus. Osmólska en Roniewicz gaven de dinosaurus diens naam. Zij waren de eerste vrouwen die nieuwe soorten dinosauriërs beschreven.
- Library of Congress Control Number: nr91025704
- Nationale Bibliotheek van Israël: 987007323213005171
- Système universitaire de documentation: 033491925
- Virtual International Authority File: 24693547